# Acomopterella fallax
Acomopterella fallax is een muggensoort uit de familie van de paddenstoelmuggen (Mycetophilidae). De wetenschappelijke naam van de soort is voor het eerst geldig gepubliceerd in 1921 door Sherman als Tetragoneura fallax.